# AMD Am9511
Az AMD Am9511 Arithmetic Processing Unit (APU) egy AMD gyártmányú, korai 8 bites aritmetikai feldolgozóegység, amely az 1970-es évek második felétől volt a piacon. Az AMD Am9511 1977-ben mutatta be. A korabeli 8 bites mikroprocesszorok és mikrovezérlők szinte mindegyikéhez csatlakoztatható koprocesszorként, amelyekkel együttműködve megnöveli a numerikus feldolgozás teljesítményét.
Adatsíne 8 bites, szabványos 24 tűs tokozású csipként készült, +12 és +5 voltos tápfeszültséget igényel. Fejlett n-csatornás szilíciumkapus, monolitikus MOS LSI technológiával készült. Órajelfrekvenciája a modelltől függően 2, 3, és (az „A” verzióban) 4 MHz lehetett.
A csip perifériaként lett megvalósítva, tehát a központi processzor kiad egy feladatot a csipnek, ami később egy külön szignállal jelzi, hogy elkészült és az eredmény készen áll az átvitelre; ezáltal a központi processzorral párhuzamosan működik.
Két változata volt, az első az 1977-ben megjelent Am9511-es alapmodell, ennek maximális órajele 3 MHz lehetett, majd az 1979-ben bemutatott Am9511A jelű egység, amelyben a 4 MHz-es órajel mellett javítottak a szinkron/aszinkron átviteli rendszeren is. A sikeres koprocesszor-kialakítást az Intel is licencelte az AMD-től, és 8231 és 8231A jelöléssel gyártotta 1979-től.
Az eszköz 16 és 32 bites fixpontos (integer) és 32 bites (egyszeres pontosságú) lebegőpontos adatokon képes műveleteket végezni; ezen a három típuson a négy alapműveletet (összeadás, kivonás, szorzás, osztás) és az előjelváltást, ezen felül képes a lebegőpontos adattípuson a négyzetgyökvonás, szinusz, koszinusz, tangens, ezek inverzei, természetes és tízes alapú logaritmus, exponenciális (ex) függvények és a hatványozás (lebegőpontos alappal és kitevővel) számítására. Rendelkezik adatkonverziós utasításokkal, valamint DMA és programozott I/O adatátviteli lehetőségekkel is.
Az eszközt egy mikroprogramozott vezérőegység irányítja, amely a 8 bites kétirányú adatsínnel, a sínvezérlő és interfész vezérlővonalakkal csatlakozik a fő processzorhoz. Belsőleg az operandusokat egy 8 elemű veremben tárolja, a verem rekeszeinek mérete 16 bites, tehát egy rekesz egy egyszeres pontosságú fixpontos adatot tárol. A 32 bites adatok két rekeszt foglalnak el, tehát a veremben egyszerre pl. 4 lebegőpontos szám lehet. A számításokhoz az eszköz kívülről nem elérhető munkaregisztereket és állapotregisztert is felhasznál. ALU-ja és belső adatsíne 16 bites. A verem legfelső két eleme akkumulátorként szolgál a műveletek eredményének számára, az adattípustól függően.

## Utasítások
Az eszköz minden utasítása 8 bites. Az utasításokban 5 bit (0-tól 4-ig) kódolja a műveletet, 2 bit jelzi a művelet adattípusát (5. bit: egész vagy lebegőpontos, 6. bit: egyszeres vagy kétszeres pontosság), a legmagasabb 7-ik bit pedig azt jelzi, hogy a parancs végrehajtása után ki kell-e adni szervizkérelmet, azaz kell-e jelezni a vezérlő processzornak.
| Utasításkód                         | Mnemonik | Leírás                                                                |
| 7 6 5 4 3 2 1 0. bitek              | Mnemonik | Leírás                                                                |
| Fixpontos 16 bites                  |          |                                                                       |
| sr 1 1 0 1 1 0 0                    | SADD     | TOS hozzáadása NOS-hoz, eredmény a NOS-ba, pop stack.                 |
| sr 1 1 0 1 1 0 1                    | SSUB     | TOS kivonása NOS-ból, eredmény a NOS-ba, pop stack.                   |
| sr 1 1 0 1 1 1 0                    | SMUL     | NOS szorzása TOS-val. Eredmény alsó fele a NOS-ba, pop stack.         |
| sr 1 1 1 0 1 1 0                    | SMUU     | NOS szorzása TOS-val. Eredmény felső fele a NOS-ba, pop stack.        |
| sr 1 1 0 1 1 1 1                    | SDIV     | NOS osztása TOS-val, eredmény a NOS-ba, pop stack.                    |
| Fixpontos 32 bites                  |          |                                                                       |
| sr 0 1 0 1 1 0 0                    | DADD     | TOS hozzáadása NOS-hoz, eredmény a NOS-ba, pop stack.                 |
| sr 0 1 0 1 1 0 1                    | DSUB     | TOS kivonása NOS-ból, eredmény a NOS-ba, pop stack.                   |
| sr 0 1 0 1 1 1 0                    | DMUL     | NOS szorzása TOS-val. Eredmény alsó fele a NOS-ba, pop stack.         |
| sr 0 1 1 0 1 1 0                    | DMUU     | NOS szorzása TOS-val. Eredmény felső fele a NOS-ba, pop stack.        |
| sr 0 1 0 1 1 1 1                    | DDIV     | NOS osztása TOS-val, eredmény a NOS-ba, pop stack.                    |
| Lebegőpontos 32 bites               |          |                                                                       |
| sr 0 0 1 0 0 0 0                    | FADD     | TOS hozzáadása NOS-hoz, eredmény a NOS-ba, pop stack.                 |
| sr 0 0 1 0 0 0 1                    | FSUB     | TOS kivonása NOS-ból, eredmény a NOS-ba, pop stack.                   |
| sr 0 0 1 0 0 1 0                    | FMUL     | NOS szorzása TOS-val, eredmény a NOS-ba, pop stack.                   |
| sr 0 0 1 0 0 1 1                    | FDIV     | NOS osztása TOS-val, eredmény a NOS-ba, pop stack.                    |
| Származtatott lebegőpontos funkciók |          |                                                                       |
| sr 0 0 0 0 0 0 1                    | SQRT     | TOS négyzetgyöke, eredmény a TOS-ba.                                  |
| sr 0 0 0 0 0 1 0                    | SIN      | TOS szinusza, eredmény a TOS-ba.                                      |
| sr 0 0 0 0 0 1 1                    | COS      | TOS koszinusza, eredmény a TOS-ba.                                    |
| sr 0 0 0 0 1 0 0                    | TAN      | TOS tangense, eredmény a TOS-ba.                                      |
| sr 0 0 0 0 1 0 1                    | ASIN     | TOS inverz szinusza, eredmény a TOS-ba.                               |
| sr 0 0 0 0 1 1 0                    | ACOS     | TOS inverz koszinusza, eredmény a TOS-ba.                             |
| sr 0 0 0 0 1 1 1                    | ATAN     | TOS inverz tangense, eredmény a TOS-ba.                               |
| sr 0 0 0 1 0 0 0                    | LOG      | TOS 10-es alapú logaritmusa, eredmény a TOS-ba.                       |
| sr 0 0 0 1 0 0 1                    | LN       | TOS természetes (e alapú) logaritmusa, eredmény a TOS-ba.             |
| sr 0 0 0 1 0 1 0                    | EXP      | Exponenciális függvény (ex) a TOS-ból, eredmény a TOS-ba.             |
| sr 0 0 0 1 0 1 1                    | PWR      | NOS a TOS hatványon, eredmény a NOS-ba, pop stack.                    |
| Adatkezelő utasítások               |          |                                                                       |
| sr 0 0 0 0 0 0 0                    | NOP      | Nincs művelet                                                         |
| sr 0 0 1 1 1 1 1                    | FIXS     | TOS konverziója lebegőpontosról 16 bites fixpontos formátumra         |
| sr 0 0 1 1 1 1 0                    | FIXD     | TOS konverziója lebegőpontosról 32 bites fixpontos formátumra         |
| sr 0 0 1 1 1 0 1                    | FLTS     | TOS konverziója 16 bites fixpontos formátumról lebegőpontosra         |
| sr 0 0 1 1 1 0 0                    | FLTD     | TOS konverziója 32 bites fixpontos formátumról lebegőpontosra         |
| sr 1 1 1 0 1 0 0                    | CHSS     | TOS-ban lévő 16 bites fixpontos operandus előjelének váltása          |
| sr 0 1 1 0 1 0 0                    | CHSD     | TOS-ban lévő 32 bites fixpontos operandus előjelének váltása          |
| sr 0 0 1 0 1 0 1                    | CHSF     | TOS-ban lévő lebegőpontos operandus előjelének váltása                |
| sr 1 1 1 0 1 1 1                    | PTOS     | Push a TOS-ban levő 16 bites fixpontos értéket a NOS-ba (másolás)     |
| sr 0 1 1 0 1 1 1                    | PTOD     | Push a TOS-ban levő 32 bites fixpontos értéket a NOS-ba (másolás)     |
| sr 0 0 1 0 1 1 1                    | PTOF     | Push a TOS-ban levő lebegőpontos értéket a NOS-ba (másolás)           |
| sr 1 1 1 1 0 0 0                    | POPS     | Pop a TOS-ban levő 16 bites fixpontos értéket, a NOS lesz az új TOS   |
| sr 0 1 1 1 0 0 0                    | POPD     | Pop a TOS-ban levő 32 bites fixpontos értéket, a NOS lesz az új TOS   |
| sr 0 0 1 1 0 0 0                    | POPF     | Pop a TOS-ban levő lebegőpontos értéket, a NOS lesz az új TOS         |
| sr 1 1 1 1 0 0 1                    | XCHS     | Cserélje fel a TOS-ban és a NOS-ban levő 16 bites fixpontos értékeket |
| sr 0 1 1 1 0 0 1                    | XCHD     | Cserélje fel a TOS-ban és a NOS-ban levő 32 bites fixpontos értékeket |
| sr 0 0 1 1 0 0 1                    | XCHF     | Cserélje fel a TOS-ban és a NOS-ban levő lebegőpontos értékeket       |
| sr 0 0 1 1 0 1 0                    | PUPI     | Lebegőpontos „{\displaystyle \pi }” értéke a TOS-ba, push művelet.    |

Ahol:
- TOS: Top on Stack, verem teteje
- NOS: Next on Stack, verem tetejét követő elem, verem második eleme
- sr: service request, szervizkérelmet jelző bit
- több utasítás megváltoztatja egy vagy több veremrekesz értékét, így a verem legalja elveszhet

Forrás:

## Fordítás
Ez a szócikk részben vagy egészben  az   AMD Am9511 című spanyol Wikipédia-szócikk ezen változatának fordításán alapul.  Az eredeti cikk szerkesztőit annak laptörténete sorolja fel. Ez a jelzés csupán a megfogalmazás eredetét és a szerzői jogokat jelzi, nem szolgál a cikkben szereplő információk forrásmegjelöléseként.